# 羅工柳
羅工柳（1916年1月5日—2004年10月23日）（Lo Kung-Liu），原名端和，男，廣東開平人，中国油畫家、版畫家、書法家、美術教育家，中國寫意油畫的先驅及開拓者之一。畢業於杭州藝術專科學校，師從中國第一代油畫名家方幹民和吳大羽。他是中央美術學院的創辦人之一，並歷任該校教授、繪畫系主任、副院長，中國美術家協會理事、書記處書記、中國文聯榮譽委員。羅工柳主張從中國傳統繪畫中吸收營養，以發展油畫的表現方法，並強調對於民族風格和民族精神的探索。羅工柳同時是第二套、第三套、第四套人民幣的主要設計者。

## 生平
1916年1月5日，羅工柳出生於廣東省開平縣月山鎮羅村，取名瑞和。
1928年，小學畢業後，入「張鼎勛私塾」，拜清代舉人、文學家、詩人、書法家張鼎勛為師，學習三年。老師根據古代典故，為其改名工柳，即為人要學習柳下惠，以和為貴。
1936年考入杭州藝術專科學校（現為中國美術學院），師從方幹民和吳大羽等，並自學木刻。
1938年在武漢參加籌組全國木刻協會，當選理事。
1938年進入魯迅藝術文學院美術系，並任《新華日報》（華北版）的美術編輯，主要負責木刻和版畫創作。
1946年至1949年任教於北方大學和華北大學文藝學院。
1950年參加中央美術學院的創辦工作，擔任美術班副主任。應中國人民銀行的邀請，開始人民幣的設計工作，從此義務工作35年。
1951年創作經典歷史畫《地道戰》和《整風報告》。
1953年春，被徐悲鴻院長聘為中央美術學院繪畫系主任。
1955年至1958年以教授身份赴蘇聯留學，進入列賓繪畫雕塑建築學院研究油畫。
1959年，中國美術家協會在京主辦《羅工柳留蘇作品展》，由於受觀衆歡迎，展覽多次延期。
1960年到海南島及灕江寫生。
1961年帶油畫研究班到敦煌莫高窟，學習研究古代藝術。
1966年，文化大革命在全國展開，在動亂中被批鬥并被關進牛棚。
1977年，中央美術學院恢復工作，任領導小組成員，並參加中國美術家學會的重建工作。
1978年11月，羅工柳到雲南貴州少數民族地區，為第四套人民幣收集素材。
1979年，羅工柳任中央美術院副院長。
鮮為人知的是羅工柳是第二套、第三套、第四套人民幣的主要設計者。

## 藝術生涯
為了慶祝羅工柳誕辰一百週年，中央美術學院美術館於2016年舉辦了《創新先驅之路——羅工柳百年誕辰紀念展》的大型學術展覽。在展覽上羅工柳的藝術生涯大略被分為五個階段。
- 第一階段為「在戰鬥的前線」（1936-1948年），是羅工柳在延安用木刻和版畫的形式記寫了軍民抗戰的事跡，描繪了抗日民主根據地的生活風貌，以鼓舞鬥志和宣傳抗戰。

《井岡山》（284 x 223cm）1960年 中國國家博物館藏

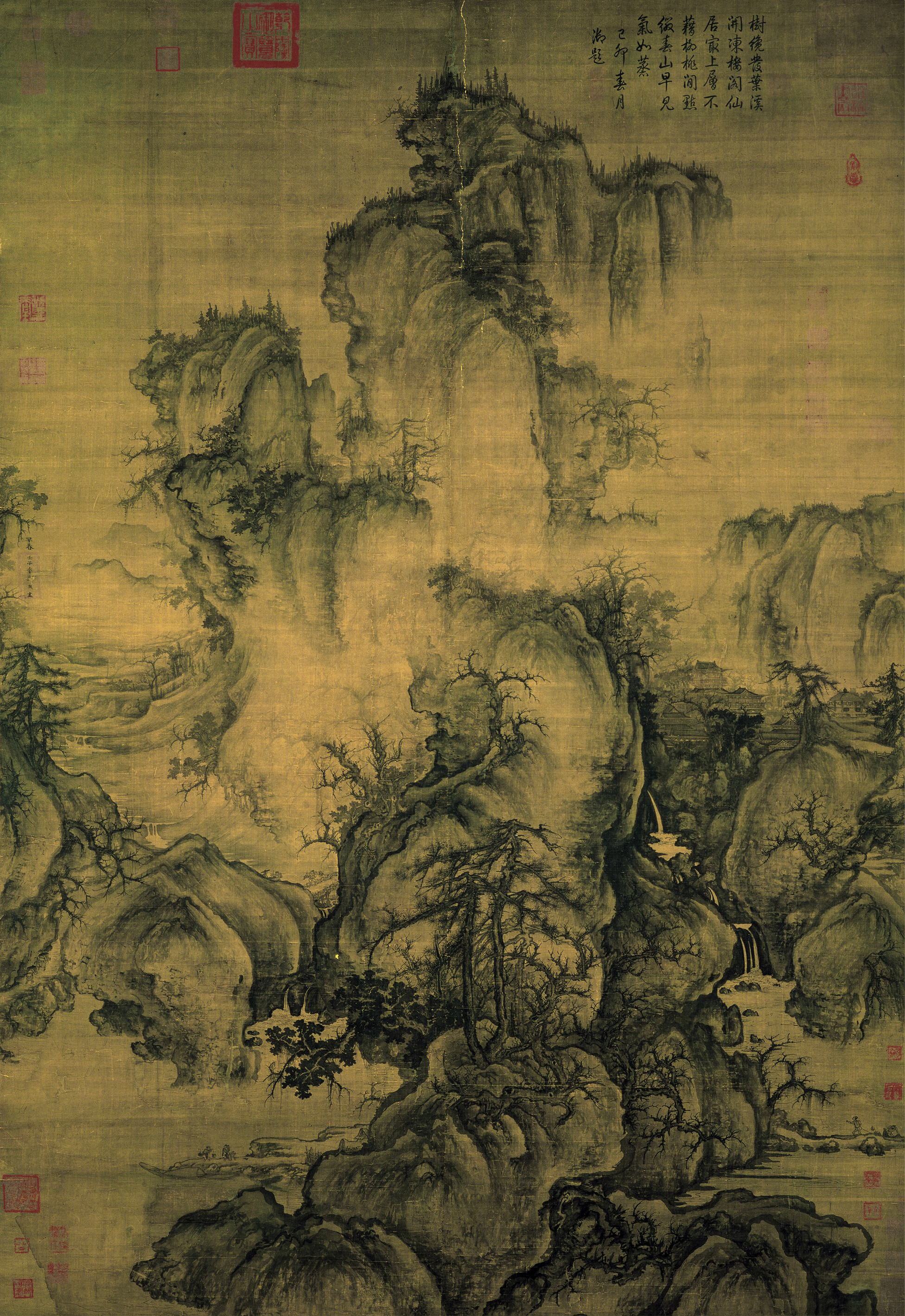
《早春圖》郭熙（宋）（158.3 x 108.1cm）國立故宮博物館藏

- 第二階段是「為新中國而創作」（1949-1954年）。這時期的羅工柳創作了一批紀念中華人民共和國建國的歷史的作品，如《地道戰》和《整風報告》等。

- 第三階段是「留學研究在蘇聯」（1955-1958年），展出了羅工柳赴蘇聯在列賓美術學院研究油畫時的作品，體現了他對於對西方油畫的深入了解與造詣。

- 第四階段為「中國油畫要走自己的路」（1958-1976年）。這一時期的羅工柳專注探索中國傳統藝術的寫意性與油畫寫實技法的融合，創作了如《前仆後繼》、《毛主席在井岡山》和巨幅風景畫《井岡山》等的著名作品。

- 第五階段為「柳色長青」（1976-2004年），代表了改革開放後羅工柳的藝術探索。此時的羅工柳對繪畫、書法、浮雕進行了綜合性嘗試，也同時繼續發展其大寫意風格。此時期的作品有《郁郁蔥蔥》和《山色有無中》等。[2]

到了晚年，羅工柳既對書法、繪畫、浮雕、材料進行綜合性嘗試，也繼續探索油畫的寫意風格和詩意抒情。詹建俊曾說：「他總在不停地探索，晚年運用了許多新技法、材料，畫出很有新意的作品。這個時期的作品既自由灑脫又意境宏大，是他多年的生活經歷與藝術素養積累後的綜合與爆發，達到情境交融的境界。」

## 作品
羅工柳的作品被中國革命歷史博物館、中國美術館、浙江民族教育博物馆、華茂美術館等美術館收藏。
油畫《地道戰》（1951）《毛澤東在延安作整風報告》（1951）和《毛主席在井岡山》（1961）由中國國家博物館收藏。《前仆後繼》（1959）、《井岡山》（1960）則由中國美術館收藏。
油畫《鬱鬱蔥蔥》（2004）、《火燒雲》（1990s）、《臨摹麥積山壁畫〈伎樂天人（北緯）〉》（1953）收藏於位於寧波的華茂美術館。
《中國美術報》主编劉驍純寫道，就藝術觀念而言，《井岡山》應該稱之為山水油畫，因爲它的基本取向是中國的山水寫意觀念而非西方的風景寫生觀念，如高遠意象、無焦點透視、意境追求、運筆求寫等。中國山水畫以重巒叠嶂的高遠意象最爲獨特，所謂高遠意象，指畫面以大山堂堂的主峰構成主體形象，主峰聳峙而有高意，主峰位於中遠景而有遠意。羅工柳的《井岡山》由於突出了斷崖和雲霧空朦的氣韻，山脊形象不如傳統的立幅山水畫明顯，但如果將其與郭熙《早春圖》對照著看，便能清晰的判斷出，近中遠三峰就是綿延起伏的山脊的三個高點。《井岡山》是融合中西的創造，既然是創造，那就既不是對西方風景畫已有傳統的重複，也不是對中國山水畫傳統的重複。
靳尚誼回憶起與羅工柳一起去井岡山寫生的情形，談起羅工柳的作品《毛主席在井岡山》：「他畫的井岡山的自然環境、色彩，跟前蘇聯的風景大不一樣，前蘇聯是歐洲的色彩，很協調好看，井岡山是綠樹、紅土、藍天，很難組成一個調子。這張畫出來以後，我十分驚訝，他把整個色調變了，畫成陰天的井岡山，不是翠綠而是灰綠，紅土變成了紫灰色，然後是陰雲密布。他嘗試了用中國水墨畫的辦法來畫環境，給我一種很新的、震撼的印象，他表現了那個時代的精神。」
羅工柳曾說：「我青年時代，在杭州藝專學西畫，中年留學歐洲，我看中西方油畫的色彩。 《鄉村姑娘》是在歐洲畫的，《鹿回頭的姑娘》是回國初期畫的，這屬於西方油畫。但我學到一定程度之後，我開始感到不滿足，覺得藝術上缺點什麼東西。於是我研究中國藝術，並行萬里路，在藝術實踐中探索。經長期的探索，我心中逐漸出現妙悟，在作品中出現神韻。我把西方的色彩和中國的神韻熔化在作品中。神韻在中國詩詞中最為豐富。我在詩詞中追尋畫的意境，畫的神韻。 《無風楊柳滿天絮》、《月出驚山鳥》等作品，就是我探索的結果。 」（1997年11月29日）

## 評價
展覽策展人、中央美術學院院長范迪安在2016年「創新先驅之路——羅工柳百年誕辰紀念展」上開幕式上認為羅工柳先生是20世紀中國美術發展中的一座的高峰，其藝術人生與時代發展緊密相連，其藝術思想與人民思想情感緊密相連，羅工柳在不同時期創作的藝術作品，展現出反映革命文藝理想、彰顯時代精神的亮麗光采，成為中國美術主流在歷史中前行的標誌。他在美術教育事業上，特別是油畫教育上有著承前啟後的重要意義，為中央美院積累了培養藝術人才的重要經驗。
中國美術學院院長許江在2016年「創新先驅之路——羅工柳百年誕辰紀念展」上致辭時總結羅工柳的藝術為：對西方的優長伸延之，以東方的精神改造之。
宋永進指出，「寫意油畫」的概念由羅工柳在上世紀60年代最先提出，並漸漸得到油畫界部分人士的呼應，但寫意油畫真正普遍獲得藝術界的認同，應當是近十年來的事。羅工柳早在建國初期就對當時國內流行的蘇式油畫提出「繁、滿、實、摳、膩、死、板」的批評，並極力主張從傳統寫意中國畫中汲取養分，以改造油畫。
古元美術館首任館長包澤偉認為：「在中國油畫史上，羅工柳是舉足輕重的。他把西方油畫和中國畫相結合，其作品有很多新意。」
吴冠中在《催人淚下聽君言——讀〈 羅工柳藝術對話錄〉》一文寫到：「對油畫，中、西關係是核心。羅工柳反對帶著民族文化的框框去留學他主張先學到手，再求變。他同意李可染說的「以最大的功力打進去，以最大的勇氣打出來」的觀點。實踐證明了他的意圖他回國後甚至回國前已醞釀著「變」。我亦同意以最大的功力打進去，但認為單憑勇氣打不出來，打出來須有更多更具體的客觀因素及外在的衝擊力。石濤之能打出來主要靠收盡奇峰。羅工柳之變靠中國的氣韻，靠傳統壁畫的臨攀及對民間藝術的吸取，當然察賦與才華是不可或缺的因素。從寫實基點起步的羅工柳不喜歡西方油畫的細緻靜物他稱之謂菜販的水果攤他沒有被技術引入歧途他長著審美自主的眼睛很自然，從寫實逐步傾向寫意、大寫意，因主掌著他藝術的是情感是情，是意。」
聞立鵬說：「羅工柳的油畫技術訓練，一方面把科學規律部分清晰形像地歸納出來，使得具有完全不同審美觀念的中國學生能很快破除神秘感，從而能掌握體現了西方審美體系的油畫技術體系。同時又以中國審美情趣的要求，統領技術訓練，使本來對油畫語言比較陌生的我們，很快處於一種清醒而自覺主動的地位，能夠很快地進入藝術表現的境界。以今天的觀點來重新認識，油研班的訓練是行之有效和成功的。」
2017年6月，廣東美術百年大展學術委員會公佈了特別評選出的廣東百年美術史上的21位廣東美術大家，其中包括羅工柳、李鐵夫、高劍父、何香凝、陳樹人、高奇峰、林風眠、趙少昂、關山月等。

## 著名學生
- 詹建俊
- 靳尚誼
- 全山石
- 朱乃正